# Liste der Kulturdenkmäler in Berenbach
In der Liste der Kulturdenkmäler in Berenbach sind alle Kulturdenkmäler der rheinland-pfälzischen Ortsgemeinde Berenbach aufgeführt. Grundlage ist die Denkmalliste des Landes Rheinland-Pfalz (Stand: 17. Juli 2023).

## Einzeldenkmäler
| Bezeichnung        | Lage                                             | Baujahr         | Beschreibung                                                                     | Bild                           |
| ------------------ | ------------------------------------------------ | --------------- | -------------------------------------------------------------------------------- | ------------------------------ |
| Katholische Kirche | Bergfrieden 16 Lage                              | 1933/40         | Saalbau, Basalt, 1933/40                                                         | weitere Bilder Fotos hochladen |
| Furthermühle       | Further Mühle, südlich des Ortes am Ueßbach Lage | 19. Jahrhundert | Hakenhof, 19. Jahrhundert, Putzbau, Scheune, Mühlkanäle, Umfassungsmauer, Brücke | BW                             |